# بابلو غوميز
بابلو غوميز (بالإسبانية: Pablo Hernán Gómez) (20 ديسمبر 1977 مندوزا الأرجنتين - 29 يناير 2001 المكسيك) هو لاعب كرة قدم أرجنتيني سابق كان يلعب كمهاجم.